# Chapuisia variabilis
Chapuisia variabilis es un coleóptero de la familia Chrysomelidae. Fue descrita científicamente en 1939 por Laboissiere.